# نبيل صالح مبارك
نبيل صالح مبارك لاعب الخماسي الحديث بحريني. نافس في مسابقة الخماسي الحديث في دورة الألعاب الأولمبية الصيفية 1984.

## روابط خارجية
- نبيل صالح مبارك على موقع أوليمبيديا (الإنجليزية)